# Курнино
Курнино (мокш. Курня) — село, центр сельской администрации в Ковылкинском районе Мордовии.
Находится на левом берегу Мокши, в 2 км от районного центра и железнодорожной станции Ковылкино. Название-характеристика: курыне «рощица, лесок». Полагают, что в основе названия «курня» («улица») содержится указание на способ заселения. В «Списке населённых мест Пензенской губернии» (1869) Курнино — деревня казённая из 35 дворов Краснослободского уезда.
В 1930-е гг. был создан колхоз, с начала 1990-х гг. — СХПК «Светлый путь» (в 1996 г. был передан в аренду Ковылкинской МТС). В современном селе имеются средняя школа, Дом культуры, библиотека, отделение связи, сберкасса, медпункт, магазин, детсад и ясли; памятник-обелиск воинам, погибшим в Великой Отечественной войне.
Курнино — родина Героя Советского Союза М. Г. Гуреева.

## Население
| 2002 | 2010 | 2012 | 2013 | 2014 | 2015 | 2016 |
| ---- | ---- | ---- | ---- | ---- | ---- | ---- |
| 787  | ↘760 | ↘756 | ↗757 | →757 | ↘736 | ↘719 |
| 2017 | 2018 | 2019 | 2020 | 2021 |      |      |
| ↘701 | ↘680 | ↘659 | ↘648 | →648 |      |      |

Национальный состав — в основном мордва-мокша.

## Источник
- Энциклопедия Мордовия, Т. Н. Охотина.